# ساروس خورشیدی ۱۳۸
ساروس ۱۳۸ دوره‌ای زمانی با چرخه‌ای حدود ۱۸ سال و ۱۱ روز و ۸ ساعت (تقریباً ۶۵۸۵ و یک سوم روز) است که شامل ۷۰ خورشیدگرفتگی می‌شود.

## رخدادها
| ساروس | عضو | تاریخ                      | زمان (بزرگ‌ترین) ساعت هماهنگ جهانی | نوع    | مکان طول و عرض جغرافیایی | گاما    | قدر    | گُستره (km) | مدت زمان (دقیقه: ثانیه) | منبع |
| ----- | --- | -------------------------- | --------------------------------- | ------ | ------------------------ | ------- | ------ | ---------- | ----------------------- | ---- |
| ۱۳۸   | ۱   | ۶ ژوئن ۱۴۷۲                | ۲۰:۲۰:۳۱                          | جزئی   | 66.4S 132.2W             | -1.5448 | 0.0209 |            |                         |      |
| ۱۳۸   | ۲   | ۱۸ ژوئن ۱۴۹۰               | ۲:۵۵:۳۰                           | جزئی   | 65.4S 118.7E             | -1.4661 | 0.1592 |            |                         |      |
| ۱۳۸   | ۳   | ۲۸ ژوئن ۱۵۰۸               | ۹:۲۸:۴۴                           | جزئی   | 64.5S 10.4E              | -1.386  | 0.2993 |            |                         |      |
| ۱۳۸   | ۴   | ۹ ژوئیه ۱۵۲۶               | ۱۶:۰۲:۴۲                          | جزئی   | 63.6S 97.8W              | -1.3063 | 0.4379 |            |                         |      |
| ۱۳۸   | ۵   | ۱۹ ژوئیه ۱۵۴۴              | ۲۲:۳۸:۲۲                          | جزئی   | 62.8S 153.9E             | -1.2281 | 0.573  |            |                         |      |
| ۱۳۸   | ۶   | ۳۱ ژوئیه ۱۵۶۲              | ۵:۱۶:۴۶                           | جزئی   | 62.2S 45.1E              | -1.1522 | 0.7034 |            |                         |      |
| ۱۳۸   | ۷   | ۱۰ اوت ۱۵۸۰                | ۱۲:۰۰:۰۵                          | جزئی   | 61.6S 64.7W              | -1.0802 | 0.8258 |            |                         |      |
| ۱۳۸   | ۸   | ۳۱ اوت ۱۵۹۸                | ۱۸:۴۸:۴۸                          | حلقه‌ای | 61.2S 175.6W             | 1.0126  | 0.9398 | -          | -                       |      |
| ۱۳۸   | ۹   | ۱۱ سپتامبر ۱۶۱۶            | ۱:۴۴:۰۶                           | حلقه‌ای | 54.1S 102.3E             | -۰٫۹۵۰۵ | ۰٫۹۳۱۹ | ۸۰۷        | ۵ دقیقه و ۴۲ ثانیه      |      |
| ۱۳۸   | ۱۰  | ۲۲ سپتامبر ۱۶۳۴            | ۸:۴۷:۰۴                           | حلقه‌ای | 51.5S 2.3E               | -۰٫۸۹۴۷ | ۰٫۹۳   | ۵۷۲        | ۶ دقیقه و ۳ ثانیه       |      |
| ۱۳۸   | ۱۱  | ۲ اکتبر ۱۶۵۲               | ۱۵:۵۸:۳۰                          | حلقه‌ای | 51.2S 102.7W             | -۰٫۸۴۵۸ | ۰٫۹۲۷۵ | ۴۹۷        | ۶ دقیقه و ۱۹ ثانیه      |      |
| ۱۳۸   | ۱۲  | ۱۳ اکتبر ۱۶۷۰              | ۲۳:۱۹:۰۰                          | حلقه‌ای | 52.4S 149.1E             | -۰٫۸۰۴۳ | ۰٫۹۲۴۷ | ۴۶۷        | ۶ دقیقه و ۳۴ ثانیه      |      |
| ۱۳۸   | ۱۳  | ۲۴ اکتبر ۱۶۸۸              | ۶:۴۶:۴۱                           | حلقه‌ای | 54.4S 39.2E              | -۰٫۷۶۸۶ | ۰٫۹۲۲۱ | ۴۵۳        | ۶ دقیقه و ۴۹ ثانیه      |      |
| ۱۳۸   | ۱۴  | ۵ نوامبر ۱۷۰۶              | ۱۴:۲۳:۵۷                          | حلقه‌ای | 57S 72.6W                | -۰٫۷۴۰۷ | ۰٫۹۱۹۵ | ۴۴۹        | ۷ دقیقه و ۲ ثانیه       |      |
| ۱۳۸   | ۱۵  | ۱۵ نوامبر ۱۷۲۴             | ۲۲:۰۷:۳۸                          | حلقه‌ای | 59.9S 175E               | -۰٫۷۱۸۳ | ۰٫۹۱۷۴ | ۴۴۸        | ۷ دقیقه و ۱۵ ثانیه      |      |
| ۱۳۸   | ۱۶  | ۲۷ نوامبر ۱۷۴۲             | ۵:۵۸:۵۹                           | حلقه‌ای | 62.6S 62.2E              | -۰٫۷۰۱۹ | ۰٫۹۱۵۶ | ۴۵۰        | ۷ دقیقه و ۲۶ ثانیه      |      |
| ۱۳۸   | ۱۷  | ۷ دسامبر ۱۷۶۰              | ۱۳:۵۳:۴۴                          | حلقه‌ای | 64.7S 49.4W              | -۰٫۶۸۸۱ | ۰٫۹۱۴۴ | ۴۵۱        | ۷ دقیقه و ۳۶ ثانیه      |      |
| ۱۳۸   | ۱۸  | ۱۸ دسامبر ۱۷۷۸             | ۲۱:۵۳:۵۴                          | حلقه‌ای | 65.8S 160.6W             | -۰٫۶۷۸۸ | ۰٫۹۱۳۷ | ۴۵۰        | ۷ دقیقه و ۴۴ ثانیه      |      |
| ۱۳۸   | ۱۹  | ۲۹ دسامبر ۱۷۹۶             | ۵:۵۴:۵۸                           | حلقه‌ای | 65.5S 88.6E              | -۰٫۶۷۰۳ | ۰٫۹۱۳۶ | ۴۴۶        | ۷ دقیقه و ۵۱ ثانیه      |      |
| ۱۳۸   | ۲۰  | ۱۰ ژانویه ۱۸۱۵             | ۱۳:۵۷:۰۶                          | حلقه‌ای | 63.7S 23.6W              | -۰٫۶۶۲۶ | ۰٫۹۱۴۳ | ۴۳۸        | ۷ دقیقه و ۵۵ ثانیه      |      |
| ۱۳۸   | ۲۱  | ۲۰ ژانویه ۱۸۳۳             | ۲۱:۵۶:۵۵                          | حلقه‌ای | 60.6S 137.4W             | -۰٫۶۵۳  | ۰٫۹۱۵۵ | ۴۲۶        | ۷ دقیقه و ۵۹ ثانیه      |      |
| ۱۳۸   | ۲۲  | ۱ فوریه ۱۸۵۱               | ۵:۵۴:۲۷                           | حلقه‌ای | 56.4S 106.9E             | -۰٫۶۴۱۳ | ۰٫۹۱۷۵ | ۴۰۹        | ۸ دقیقه و ۱ ثانیه       |      |
| ۱۳۸   | ۲۳  | ۱۱ فوریه ۱۸۶۹              | ۱۳:۴۶:۳۹                          | حلقه‌ای | 51.3S 9.7W               | -۰٫۶۲۵۱ | ۰٫۹۲۰۱ | ۳۸۷        | ۸ دقیقه و ۲ ثانیه       |      |
| ۱۳۸   | ۲۴  | ۲۲ فوریه ۱۸۸۷              | ۲۱:۳۳:۰۴                          | حلقه‌ای | 45.7S 126.5W             | -۰٫۶۰۴  | ۰٫۹۲۳۲ | ۳۶۲        | ۸ دقیقه و ۱ ثانیه       |      |
| ۱۳۸   | ۲۵  | خورشیدگرفتگی ۶ مارس ۱۹۰۵   | ۵:۱۲:۲۶                           | حلقه‌ای | 39.5S 117.4E             | -۰٫۵۷۶۸ | ۰٫۹۲۶۹ | ۳۳۴        | ۷ دقیقه و ۵۸ ثانیه      |      |
| ۱۳۸   | ۲۶  | خورشیدگرفتگی ۱۷ مارس ۱۹۲۳  | ۱۲:۴۴:۵۸                          | حلقه‌ای | 33S 2.4E                 | -۰٫۵۴۳۸ | ۰٫۹۳۱  | ۳۰۵        | ۷ دقیقه و ۵۱ ثانیه      |      |
| ۱۳۸   | ۲۷  | خورشیدگرفتگی ۲۷ مارس ۱۹۴۱  | ۲۰:۰۸:۰۸                          | حلقه‌ای | 26.2S 110.9W             | -۰٫۵۰۲۵ | ۰٫۹۳۵۵ | ۲۷۶        | ۷ دقیقه و ۴۱ ثانیه      |      |
| ۱۳۸   | ۲۸  | خورشیدگرفتگی ۸ آوریل ۱۹۵۹  | ۳:۲۴:۰۸                           | حلقه‌ای | 19.1S 137.6E             | -۰٫۴۵۴۶ | ۰٫۹۴۰۱ | ۲۴۷        | ۷ دقیقه و ۲۶ ثانیه      |      |
| ۱۳۸   | ۲۹  | خورشیدگرفتگی ۱۸ آوریل ۱۹۷۷ | ۱۰:۳۱:۳۰                          | حلقه‌ای | 11.9S 28.3E              | -۰٫۳۹۹  | ۰٫۹۴۴۹ | ۲۲۰        | ۷ دقیقه و ۴ ثانیه       |      |
| ۱۳۸   | ۳۰  | خورشیدگرفتگی ۲۹ آوریل ۱۹۹۵ | ۱۷:۳۳:۲۰                          | حلقه‌ای | 4.8S 79.4W               | -۰٫۳۳۸۲ | ۰٫۹۴۹۷ | ۱۹۶        | ۶ دقیقه و ۳۷ ثانیه      |      |
| ۱۳۸   | ۳۱  | خورشیدگرفتگی ۱۰ مه ۲۰۱۳    | ۰:۲۶:۲۰                           | حلقه‌ای | 2.2N 175.5E              | -۰٫۲۶۹۴ | ۰٫۹۵۴۴ | ۱۷۳        | ۶ دقیقه و ۳ ثانیه       |      |
| ۱۳۸   | ۳۲  | خورشیدگرفتگی ۲۱ مه ۲۰۳۱    | ۷:۱۶:۰۴                           | حلقه‌ای | 8.9N 71.7E               | -۰٫۱۹۷  | ۰٫۹۵۸۹ | ۱۵۲        | ۵ دقیقه و ۲۶ ثانیه      |      |
| ۱۳۸   | ۳۳  | خورشیدگرفتگی ۳۱ مه ۲۰۴۹    | ۱۳:۵۹:۵۹                          | حلقه‌ای | 15.3N 29.9W              | -۰٫۱۱۸۷ | ۰٫۹۶۳۱ | ۱۳۴        | ۴ دقیقه و ۴۵ ثانیه      |      |
| ۱۳۸   | ۳۴  | خورشیدگرفتگی ۱۱ ژوئن ۲۰۶۷  | ۲۰:۴۲:۲۶                          | حلقه‌ای | 21N 130.2W               | -۰٫۰۳۸۷ | ۰٫۹۶۷  | ۱۱۹        | ۴ دقیقه و ۵ ثانیه       |      |
| ۱۳۸   | ۳۵  | خورشیدگرفتگی ۲۲ ژوئن ۲۰۸۵  | ۳:۲۱:۱۶                           | حلقه‌ای | 26.2N 131.3E             | ۰٫۰۴۵۲  | ۰٫۹۷۰۴ | ۱۰۶        | ۳ دقیقه و ۲۹ ثانیه      |      |
| ۱۳۸   | ۳۶  | ۴ ژوئیه ۲۱۰۳               | ۱۰:۰۱:۴۸                          | حلقه‌ای | 30.3N 33.2E              | ۰٫۱۲۸۵  | ۰٫۹۷۳۴ | ۹۶         | ۲ دقیقه و ۵۷ ثانیه      |      |
| ۱۳۸   | ۳۷  | ۱۴ ژوئیه ۲۱۲۱              | ۱۶:۴۲:۳۹                          | حلقه‌ای | 33.6N 64.3W              | ۰٫۲۱۲۵  | ۰٫۹۷۵۸ | ۸۸         | ۲ دقیقه و ۳۲ ثانیه      |      |
| ۱۳۸   | ۳۸  | ۲۵ ژوئیه ۲۱۳۹              | ۲۳:۲۶:۳۳                          | حلقه‌ای | 35.8N 161.9W             | ۰٫۲۹۴۶  | ۰٫۹۷۷۸ | ۸۳         | ۲ دقیقه و ۱۳ ثانیه      |      |
| ۱۳۸   | ۳۹  | ۵ اوت ۲۱۵۷                 | ۶:۱۴:۲۰                           | حلقه‌ای | 37.1N 99.6E              | ۰٫۳۷۴۳  | ۰٫۹۷۹۲ | ۸۰         | ۱ دقیقه و ۵۹ ثانیه      |      |
| ۱۳۸   | ۴۰  | ۱۶ اوت ۲۱۷۵                | ۱۳:۰۸:۱۷                          | حلقه‌ای | 37.6N 0.5W               | ۰٫۴۴۹۷  | ۰٫۹۸۰۲ | ۷۸         | ۱ دقیقه و ۵۰ ثانیه      |      |
| ۱۳۸   | ۴۱  | ۲۶ اوت ۲۱۹۳                | ۲۰:۰۹:۲۰                          | حلقه‌ای | 37.4N 102.9W             | ۰٫۵۲    | ۰٫۹۸۰۶ | ۸۰         | ۱ دقیقه و ۴۵ ثانیه      |      |
| ۱۳۸   | ۴۲  | ۸ سپتامبر ۲۲۱۱             | ۳:۱۷:۱۸                           | حلقه‌ای | 36.9N 152.5E             | ۰٫۵۸۵۴  | ۰٫۹۸۰۸ | ۸۳         | ۱ دقیقه و ۴۳ ثانیه      |      |
| ۱۳۸   | ۴۳  | ۱۸ سپتامبر ۲۲۲۹            | ۱۰:۳۴:۵۱                          | حلقه‌ای | 36.2N 44.8E              | ۰٫۶۴۳۹  | ۰٫۹۸۰۵ | ۸۹         | ۱ دقیقه و ۴۴ ثانیه      |      |
| ۱۳۸   | ۴۴  | ۲۹ سپتامبر ۲۲۴۷            | ۱۸:۰۱:۰۵                          | حلقه‌ای | 35.6N 65.9W              | ۰٫۶۹۶۱  | ۰٫۹۸۰۱ | ۹۶         | ۱ دقیقه و ۴۷ ثانیه      |      |
| ۱۳۸   | ۴۵  | ۱۰ اکتبر ۲۲۶۵              | ۱:۳۷:۳۴                           | حلقه‌ای | 35.1N 179.8W             | ۰٫۷۴۰۴  | ۰٫۹۷۹۶ | ۱۰۵        | ۱ دقیقه و ۵۱ ثانیه      |      |
| ۱۳۸   | ۴۶  | ۲۱ اکتبر ۲۲۸۳              | ۹:۲۳:۱۱                           | حلقه‌ای | 34.9N 63.2E              | ۰٫۷۷۸۳  | ۰٫۹۷۹  | ۱۱۶        | ۱ دقیقه و ۵۶ ثانیه      |      |
| ۱۳۸   | ۴۷  | ۱ نوامبر ۲۳۰۱              | ۱۷:۱۹:۳۳                          | حلقه‌ای | 34.8N 57.2W              | ۰٫۸۰۸   | ۰٫۹۷۸۶ | ۱۲۶        | ۲ دقیقه و ۱ ثانیه       |      |
| ۱۳۸   | ۴۸  | ۱۳ نوامبر ۲۳۱۹             | ۱:۲۴:۳۹                           | حلقه‌ای | 35N 179.6E               | ۰٫۸۳۱۴  | ۰٫۹۷۸۴ | ۱۳۶        | ۲ دقیقه و ۴ ثانیه       |      |
| ۱۳۸   | ۴۹  | ۲۳ نوامبر ۲۳۳۷             | ۹:۳۷:۵۵                           | حلقه‌ای | 35.5N 53.8E              | ۰٫۸۴۸۸  | ۰٫۹۷۸۶ | ۱۴۲        | ۲ دقیقه و ۵ ثانیه       |      |
| ۱۳۸   | ۵۰  | ۴ دسامبر ۲۳۵۵              | ۱۷:۵۸:۳۷                          | حلقه‌ای | 36N 74.4W                | ۰٫۸۶۰۹  | ۰٫۹۷۹۲ | ۱۴۵        | ۲ دقیقه و ۲ ثانیه       |      |
| ۱۳۸   | ۵۱  | ۱۵ دسامبر ۲۳۷۳             | ۲:۲۵:۵۵                           | حلقه‌ای | 36.7N 155.4E             | ۰٫۸۶۷۸  | ۰٫۹۸۰۳ | ۱۴۱        | ۱ دقیقه و ۵۶ ثانیه      |      |
| ۱۳۸   | ۵۲  | ۲۶ دسامبر ۲۳۹۱             | ۱۰:۵۷:۱۵                          | حلقه‌ای | 37.6N 24E                | ۰٫۸۷۲۳  | ۰٫۹۸۲  | ۱۳۱        | ۱ دقیقه و ۴۶ ثانیه      |      |
| ۱۳۸   | ۵۳  | ۵ ژانویه ۲۴۱۰              | ۱۹:۳۱:۳۹                          | حلقه‌ای | 38.8N 108.2W             | ۰٫۸۷۴۹  | ۰٫۹۸۴۲ | ۱۱۶        | ۱ دقیقه و ۳۱ ثانیه      |      |
| ۱۳۸   | ۵۴  | ۱۷ ژانویه ۲۴۲۸             | ۴:۰۷:۲۰                           | حلقه‌ای | 40.5N 119.1E             | ۰٫۸۷۷   | ۰٫۹۸۷  | ۹۶         | ۱ دقیقه و ۱۳ ثانیه      |      |
| ۱۳۸   | ۵۵  | ۲۷ ژانویه ۲۴۴۶             | ۱۲:۴۳:۵۱                          | حلقه‌ای | 42.7N 13.9W              | ۰٫۸۷۸۹  | ۰٫۹۹۰۳ | ۷۲         | ۰ دقیقه و ۵۳ ثانیه      |      |
| ۱۳۸   | ۵۶  | ۷ فوریه ۲۴۶۴               | ۲۱:۱۷:۱۶                          | حلقه‌ای | 45.7N 146.4W             | ۰٫۸۸۴   | ۰٫۹۹۴۱ | ۴۴         | ۰ دقیقه و ۳۱ ثانیه      |      |
| ۱۳۸   | ۵۷  | ۱۸ فوریه ۲۴۸۲              | ۵:۴۸:۵۲                           | حلقه‌ای | 49.3N 81.2E              | ۰٫۸۹۱۲  | ۰٫۹۹۸۲ | ۱۴         | ۰ دقیقه و ۹ ثانیه       |      |
| ۱۳۸   | ۵۸  | ۱ مارس ۲۵۰۰                | ۱۴:۱۴:۴۷                          | مرکب   | 53.9N 50.7W              | ۰٫۹۰۳۸  | ۱٫۰۰۲۶ | ۲۱         | ۰ دقیقه و ۱۲ ثانیه      |      |
| ۱۳۸   | ۵۹  | ۱۲ مارس ۲۵۱۸               | ۲۲:۳۷:۰۲                          | کامل   | 59.1N 176.7E             | ۰٫۹۲    | ۱٫۰۰۷۱ | ۶۳         | ۰ دقیقه و ۳۱ ثانیه      |      |
| ۱۳۸   | ۶۰  | ۲۳ مارس ۲۵۳۶               | ۶:۵۱:۰۶                           | کامل   | 65.3N 42E                | ۰٫۹۴۳۵  | ۱٫۰۱۱۵ | ۱۲۱        | ۰ دقیقه و ۴۶ ثانیه      |      |
| ۱۳۸   | ۶۱  | ۳ آوریل ۲۵۵۴               | ۱۵:۰۰:۵۱                          | کامل   | 71.5N 102.2W             | ۰٫۹۷۱۳  | ۱٫۰۱۵۳ | ۲۳۲        | ۰ دقیقه و ۵۶ ثانیه      |      |
| ۱۳۸   | ۶۲  | ۱۳ آوریل ۲۵۷۲              | ۲۳:۰۲:۰۸                          | جزئی   | 71.5N 81.8E              | 1.0068  | 0.9902 |            |                         |      |
| ۱۳۸   | ۶۳  | ۲۵ آوریل ۲۵۹۰              | ۶:۵۷:۴۶                           | جزئی   | 70.9N 50.1W              | 1.0476  | 0.9167 |            |                         |      |
| ۱۳۸   | ۶۴  | ۶ مه ۲۶۰۸                  | ۱۴:۴۵:۳۲                          | جزئی   | 70.1N 179.4W             | 1.0954  | 0.8288 |            |                         |      |
| ۱۳۸   | ۶۵  | ۱۷ مه ۲۶۲۶                 | ۲۲:۲۸:۴۰                          | جزئی   | 69.1N 53.1E              | 1.1476  | 0.7318 |            |                         |      |
| ۱۳۸   | ۶۶  | ۲۸ مه ۲۶۴۴                 | ۶:۰۵:۵۸                           | جزئی   | 68.2N 72.3W              | 1.2051  | 0.6236 |            |                         |      |
| ۱۳۸   | ۶۷  | ۸ ژوئن ۲۶۶۲                | ۱۳:۳۸:۴۳                          | جزئی   | 67.2N 163.9E             | 1.2666  | 0.5068 |            |                         |      |
| ۱۳۸   | ۶۸  | ۱۸ ژوئن ۲۶۸۰               | ۲۱:۰۸:۰۸                          | جزئی   | 66.2N 41.5E              | 1.3315  | 0.3827 |            |                         |      |
| ۱۳۸   | ۶۹  | ۳۰ ژوئن ۲۶۹۸               | ۴:۳۵:۴۳                           | جزئی   | 65.3N 80.1W              | 1.3983  | 0.2539 |            |                         |      |
| ۱۳۸   | ۷۰  | ۱۱ ژوئیه ۲۷۱۶              | ۱۲:۰۱:۴۳                          | جزئی   | 64.4N 159.1E             | 1.4666  | 0.1219 |            |                         |      |